# بورغي (لاعب كرة قدم)
خورخي فرانكو (بالإسبانية: Jorge Franco Alviz)‏ الملقب بـ بورغي، لاعب كرة قدم إسباني يلعب مع نادي إسبانيول قادما من ريال مدريد كإعارة.

## روابط خارجية
- بورغي على موقع قاعدة بيانات كرة القدم.إي يو (الإنجليزية)
- بورغي على موقع Soccerbase.com (لاعب) (الإنجليزية)
- بورغي على موقع Soccerway.com (الإنجليزية)
- بورغي على موقع عالم كرة القدم.نت (الإنجليزية)
- بورغي على موقع كووورة
- بورغي على موقع AS.com (الإسبانية)